# Municipio de Galloway
El municipio de Galloway (en inglés: Galloway Township) es un municipio ubicado en el condado de Atlantic en el estado estadounidense de Nueva Jersey. En el año 2010 tenía una población de 37.349 habitantes y una densidad poblacional de 159.3 personas por km².

## Geografía
El municipio de Galloway se encuentra ubicado en las coordenadas 39°29′18″N 74°28′32″O / 39.48833, -74.47556.

## Demografía
Según la Oficina del Censo en 2000 los ingresos medios por hogar en la localidad eran de $51,595 y los ingresos medios por familia eran $57,156. Los hombres tenían unos ingresos medios de $38,048 frente a los $31,167 para las mujeres. La renta per cápita para la localidad era de $21,048. Alrededor del 6,6% de la población estaba por debajo del umbral de pobreza.